# Cucut bronzat garser
El cucut bronzat garser (Chalcites crassirostris) és una espècie d'ocell de la família dels cucúlids (Cuculidae) que habita boscos, pantans i manglars de les illes Moluques i Tanimbar. És sovint considerat una subespècie de Chalcites minutillus.